# 최승환
최승환 (崔承煥, 1978년 2월 25일 ~ )은 전 KBO 리그 한화 이글스의 포수이자, 과거에는 KBO 리그 kt 위즈의 배터리코치이다.

## 선수 시절
1996년 LG 트윈스의 고졸우선 지명을 받았으나 연세대학교에 진학했다. 이후 연세대학교를 졸업하고 2000년 LG 트윈스에 입단하였다.
LG 트윈스 시절에는 김정민, 조인성에게 밀려 주전이 되지 못하고 8년간 2군을 전전했다. 2008년 6월 4일 이성열과 함께 두산 베어스로 트레이드되었는데, 두산 베어스에서 LG 트윈스로 간 선수들은 이재영, 김용의 선수이다. 두산 이적 이후에 본격적으로 1군에 이름을 올렸다. 2008년 한국시리즈 3차전에서 상대 투수인 SK 와이번스의 조웅천으로부터 솔로 홈런을 뽑아내면서 자신의 한국시리즈 첫 타석에서 홈런을 터뜨리는 진기록을 세웠다.
2009년 시즌이 개막한 후 채상병을 밀어내고 데뷔 9년 만에 비로소 두산 베어스의 주전 포수로 활동했다. 목 오른쪽에 큰 점이 있어서 "점포"라는 별명이 있다. 데뷔 이후 처음으로 붙박이 주전으로 2009년을 보냈지만 2010년에는 경찰청에서 제대한 양의지에게 밀려 2군으로 다시 내려갔다.
2011년 11월 22일 처음 실시된 2차 드래프트를 통해 한화 이글스로 이적하게 된다.
2013 시즌 후 보류선수 명단에서 제외되어 한화에서 방출된다.

## 야구선수 은퇴 후
이후 김수길 수석코치의 부름을 받아 지도자 자격을 취득하여 경찰청의 배터리코치로 취임했다.
2015 시즌 후 kt 위즈 배터리코치로 자리를 옮겼다.

## 출신학교
- 서울둔촌초등학교
- 배재중학교
- 배재고등학교
- 연세대학교